# Jean-Michel Basquiat
Jean-Michel Basquiat (Nueva York, 22 de diciembre de 1960-Nueva York, 12 de agosto de 1988), conocido también como SAMO, fue un artista estadounidense de ascendencia haitiana y puertorriqueña.

## Biografía

### Primeros años
Jean-Michel Basquiat fue el primero de los tres hijos de Matilde Andrades y Gerard Basquiat. Tuvo dos hermanas, Lisane, nacida en 1964, y Jeanine, nacida en 1967. Su padre era un contable haitiano de respetable solvencia económica y su madre una diseñadora gráfica puertorriqueña de gran prestigio en su profesión. A pesar de eso, Jean-Michel creció en un entorno desestructurado, pues sus padres se divorciaron y por esta situación tuvo que cambiar muchas veces de escuela. Estudió en una escuela católica privada, posteriormente en una escuela pública y finalmente, a los 16 años, ingresó en la City-As-School, centro escolar para adolescentes superdotados, de donde lo expulsaron, por rebeldía, un año antes de graduarse.
Ya en su juventud entró en contacto con la subcultura de la gran ciudad, relacionada con el uso de drogas y las bandas callejeras. En 1977, junto con Al Díaz, se introdujo en el mundo del grafiti, pintando en los vagones del metro y por las zonas del SoHo, barrio neoyorquino donde proliferan las galerías de arte.
Al año siguiente dejó la escuela un curso antes de graduarse en bachillerato y abandonó su casa para vivir durante dos años en las calles, en edificios abandonados o con sus amigos en el Low Manhattan, sobreviviendo con la venta de postales y de camisetas que él mismo decoraba. Sus pintadas y escritos tenían mucha carga poética y filosófica, pero sobre todo satírica. El pseudónimo de su alter ego compartido con Al Díaz era SAMO (sigla de SAMe Old shit, es decir, "la misma mierda de siempre", "la misma porquería"), con el que ambos firmaban sus tags y grafitis con mensajes crípticos. El uso de este nombre fue decisivo en su vida.
Estos murales llevaban inscripciones como “SAMO salva idiotas” o “SAMO pone fin al lavado de cerebro religioso, la política de la nada y la falsa filosofía”. Un artículo sobre la escritura callejera de SAMO publicado en The Village Voice fue el primer indicio de que el mundo del arte se interesaba por él.

### Vida personal
El artista tuvo varias relaciones que influyeron en su obra, una de las más significativas fue con el artista Andy Warhol.
Asimismo, en el tema sentimental, se relacionó con varias mujeres, una de las más conocidas fue Madonna. Lower Manhattan fue la zona en que habitaron en ese momento, y fue en 1982 cuando comenzaban a pasar más tiempo juntos y a salir a fiestas en galerías. Un tema que los unía, de acuerdo con Madonna, era el fanatismo por Miles Davis y Charlie Parker.

### Muerte
En 1988 se instalan exposiciones en París y Nueva York, y en abril de ese mismo año trata de abandonar sus adicciones, retirándose a su casa de Hawái. Vuelve a Nueva York en junio, anunciando que se ha liberado de las adicciones, pero el 12 de agosto de 1988, a los 27 años, muere por sobredosis de heroína, siendo el artista visual más exitoso en la historia del arte afrodescendiente. Está enterrado en el cementerio de Green-Wood, de Brooklyn.
A lo largo de su breve pero intensa carrera artística realizaría más de 40 exposiciones personales y participaría en alrededor de 100 colectivas. La autopromoción y el reclamo publicitario fueron para Basquiat factores prioritarios, como con anterioridad lo habían sido para Andy Warhol o para Julian Schnabel.
El neoexpresionismo se fue imponiendo al apropiacionismo, en parte gracias a la pujanza económica que elevó a altas cotas el precio del arte y, especialmente, de la pintura, y en parte gracias al apoyo de galeristas y coleccionistas. La crítica, sin embargo, no fue unánime en su valoración, y fue habitual la denuncia de la falta de base teórica del discurso neoexpresionista. Se afirmó que el arte que practicaban los neoexpresionistas carecía de cualquier significado político o social, era solo mercancía y, por tanto, objeto de los vaivenes y fluctuaciones del mercado. La pintura neoexpresionista quedaba reducida a un producto de consumo y, como tal, a un hecho creativamente descalificado y vulgar.

## Pensamiento

### El grafiti
Desde finales de los años sesenta, grupos de jóvenes de los barrios marginales de Brooklyn y del Bronx empezaron a cubrir las paredes de los espacios públicos (tapias, vallas publicitarias, andenes, túneles y vagones del ferrocarril metropolitano) de garabatos y pintadas. Los más próximos a la love generation se valían de esos espacios públicos para dar rienda suelta a su desencanto, a sus protestas, a sus desacuerdos con las estructuras sociales, políticas y económicas de un sistema que les era absolutamente adverso. Otros, huyendo de sus guetos, dejaban sus huellas o sus marcas anónimas en los muros urbanos con actitudes despolitizadas e indiferentes al establishment, con la única voluntad de afirmar su identidad y dar testimonio de su existencia en el seno de un sistema que los tenía apartados.

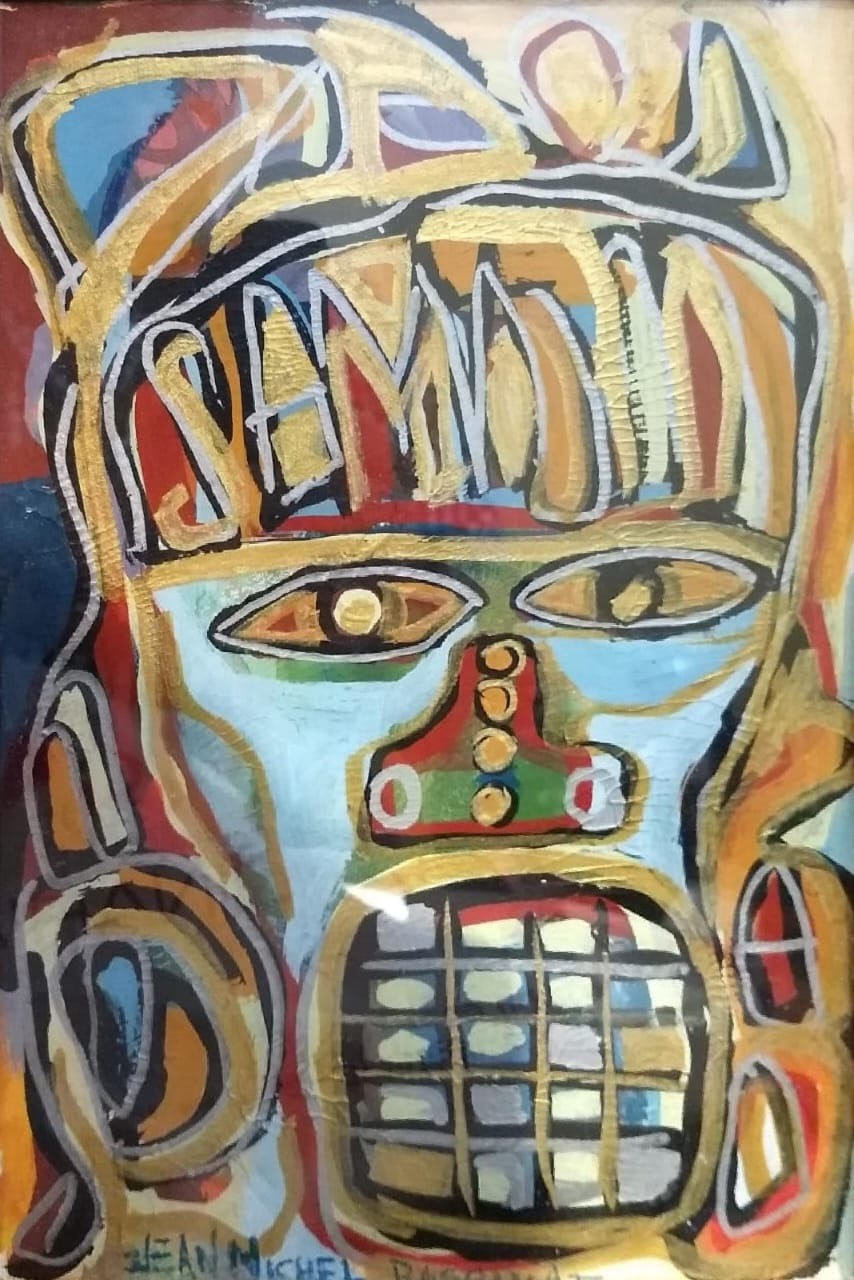
SAMO Cuadro pintado por Jean Michel Basquiat

En 1979 escribió en los muros del SoHo: SAMO is dead. Entonces, colgó el grafiti, y fundó el Gray, un grupo musical en el que tocaba el clarinete y el sintetizador y con el que frecuentaba pubs como CBGB y el Mudd Club, lugares de moda donde se reunían otros artistas, pero pronto abandonó su incipiente carrera musical. En el East Village, músicos y artistas elaboraron su propia subcultura (hip hop), compartieron su afición por la música rock, por el break y el rap, y llevaron a cabo performances, filmes underground y grafitis.

### Actividad pictórica
Fue a partir de 1980, siendo aún un vagabundo, cuando comenzó a dedicarse principalmente a la pintura. J.M. Basquiat poseía una cierta curiosidad intelectual y sentía una verdadera fascinación por el expresionismo abstracto, por los trazos gestuales de Franz Kline, por los primeros trabajos de Jackson Pollock, por las pinturas con figuras de De Kooning y por las caligrafías de Cy Twombly, todo lo cual, junto a sus raíces haitianas y portorriqueñas, le llevó a tener un gran dominio del grafismo expresivamente gestual. Interesado también por las combine paintings de Robert Rauschenberg y por el Art Brut, de Jean Dubuffet, así como por la cultura popular, sus grafitis adquirieron una cualidad plástica y expresiva cada vez más próxima a la de la reciente pintura norteamericana, hasta el punto de que, unos años más tarde, Jeffrey Deitch definió su trabajo como una “chocante combinación del arte de De Kooning y de los garabatos pintados con aerosol en el metro neoyorquino”.
Desde pequeño había recibido una apreciable educación artística informal; su madre lo llevó a visitar museos (fue miembro júnior del Museo de Brooklyn a los seis años), también lo inició en la lectura de literatura poética, y más tarde lo impulsó a escribir la propia. El nombre de su grupo se convirtió en un capítulo más del mito cuando Basquiat afirmó que estaba inspirado en el autor de un libro sobre anatomía que había acompañado su convalecencia tras ser atropellado, a los seis años, por un automóvil. El propio Basquiat repetiría varias veces que ese libro fue un referente precoz de su trabajo. Completó su formación autodidacta como oyente en la Escuela de Artes Visuales, donde entró en contacto con el pintor y autor de grafiti Keith Haring.

## Obra
En la corta pero intensa actividad pictórica de Basquiat pueden distinguirse tres etapas:
1. De 1980 a 1982, época en la que los grafiti sígnicos se mezclan con visiones callejeras y formas simbólicas de tradiciones culturales primitivas, como máscaras, esqueletos y calaveras.
2. De 1982 a 1985, con obras pobladas de palabras-conceptos, imágenes vudú, totémicas y arcaizantes, retratos-homenajes a héroes negros -músicos de jazz, escritores, jugadores de baloncesto, boxeadores- y referencias a la sociedad de consumo norteamericana.
3. De 1986 a 1988, período con cuadros cada vez más sofisticados en sus contenidos y en su compleja figuración pictórica, resuelta ésta con múltiples y fragmentarias citas de culturas primitivas o antiguas (africana, azteca, egipcia, grecorromana, etc.), pero también de la tradición pictórica europea.

Como él mismo afirmó en más de una ocasión, su trabajo estuvo más cerca de la pintura, una pintura a mitad de camino entre la abstracción gestual y cálida y la figuración post-pop que del grafiti (“Mi trabajo no tiene nada que ver con los graffiti. Forma parte de la pintura. Yo siempre he pintado.”).

### Compradores
El crítico Robert Hughes en una reseña comentó que la primera marchante de arte de Basquiat: “le tuvo encerrado en el sótano de su galería pintando cuadros (ahora calificados como “primeros Basquiat”, para distinguirlos de los menos apreciados “últimos Basquiat”, pintados tres años más tarde) que ella vendía antes de que estuvieran secos y, algunas veces antes de que estuvieran acabados”. Hughes sostuvo que Basquiat nunca tuvo demasiada suerte con sus representantes: “su relacionador público fue Henry Geldzhaler, que había fracasado antes como escritor, conservador de museo e historiador, pero que aún tenía una considerable influencia como informante, al menos entre los nuevos coleccionistas”.
A Nossei siguió Tony Shafrazi, quien antes de convertirse en galerista especializado en grafiti-art, había cometido un acto de vandalismo contra el Guernica de Pablo Picasso, cuando éste se encontraba expuesto en el Museo de Arte Moderno de Nueva York (MOMA). Más tarde se hizo cargo de sus obras la implacable Mary Boone, toda una celebridad dentro del circuito artístico neoyorquino por su mano firme en el manejo de sus artistas.

### Obras más importantes
- Cráneo, 1981. Acrílico y crayón de óleo sobre tela.
- Hombre rojo, 1981. Acrílico, pastel y pintura en aerosol sobre tela.
- Aguas peligrosas, 1981.
- Arroz con pollooo, 1981. Acrílico y crayón de óleo sobre tela.
- Bird on money, 1981.
- Irony of the negro policeman, 1981.
- Cenizas, 1981. Acrílico, crayón de óleo y pintura en aerosol sobre madera.
- Pescando, 1981. Acrílico y crayón sobre tela.
- Ángel caído, 1981, Acrílico y crayón de óleo sobre tela.
- Beneficio I, 1982. Acrílico sobre tela.
- Santo, 1982. Acrílico y óleo sobre tela.
- Boxer, 1982.
- Mecca, 1982. Acrílico y crayón de óleo.
- Sin título, 1982. pintura de cráneo.
- En la cifra, 1982. Acrílico, óleo, crayón de óleo, marcador y collage sobre tela.
- Cabezas empolvadas,1982. Acrílico y crayón de óleo sobre tela.
- Autorretrato como un talón, parte II, 1982. Acrílico y crayón de óleo sobre tela.
- Autorretrato, 1982. Acrílico, crayón de óleo y pintura en aerosol sobre tela.
- Los colonos holandeses (parte I), 1982. Acrílico sobre tela.
- Los colonos holandeses (parte II), 1982. Acrílico sobre tela.
- Los colonos holandeses (parte III), 1982. Acrílico sobre tela.
- Alquitrán y plumas, 1982. Acrílico, crayón de óleo, pintura en aerosol, alquitrán y plumas sobre masonite.
- Africanos de Hollywood, 1983. Acrílico y crayón de óleo sobre tela.
- Moisés joven, 1983. Acrílico y crayón de óleo sobre tela.
- Bird as Buddha, 1984. Acrílico y óleo sobre tela.
- Tabaco, 1984. Acrílico y crayón de óleo sobre tela.
- PZ, 1984. Acrílico y collage sobre tela.
- Ahora es el momento, 1985. Acrílico y crayón de óleo sobre tela.
- Sienna, 1984. Acrílico, crayón de óleo y serigrafía sobre tela.
- Tierra, 1984. Acrílico sobre tela.
- Vino de Babilonia, 1984 Óleo, acrílico y crayón de óleo sobre tela.
- Brazo y martillo, 1985 (elaborado en conjunto con Andy Warhol), Acrílico sobre tela.
- Ahora es el tiempo, 1985. Acrílico sobre madera.
- Untitled, 1981,
- King Zulú, 1986. Acrílico, cera y rotulador sobre tela.[10]
- 1988, Untitled (inspiración europea, aparece la "Tour Eiffel"). Pintura acrílica y barra de óleo sobre tela.

## Exposiciones
Su primera participación en una exposición artística fue en 1980 en el Times Square Show, una especie de galería de moda y arte alternativo presentada en un almacén abandonado del Bronx. En cierta manera, fue la primera vez que la expresión del arte del grafiti dejó de ser exclusivamente una manifestación marginal, ya que una serie de artistas, desvinculados en principio del sistema mainstream, es decir comisario/museo/crítico, exhibieron sus obras en la exposición. Estuvo organizada por el colectivo “Colab” (Collaborative Projects Inc.), y en ella los diferentes artistas profesionales y graffiteros fueron presentados de forma anónima e indiscriminada, todos mezclados (no había nombres de autores ni rótulos con los títulos de las obras).
Basquiat expuso un mural donde reunía algunos grafitis de SAMO. Y a pesar de las malas críticas que calificaron la exposición como algo en estado bruto, irreverente, rebelde, ejemplo de mal gusto y carente de cualquier atisbo de artisticidad, a partir de entonces los artistas del grafiti fueron objeto de un progresivo reconocimiento e integración en el sistema del arte. Algunas galerías del Soho, como el White Columns y Fashion Moda, cedieron sus espacios para que los grafiteros colgaran finalmente sus obras.
En 1981, Basquiat expone sus obras en la P.S.1 del Instituto de Arte y Recursos Urbanos de Nueva York, en una exposición titulada New York/New Wave (Nueva York/Nueva Ola). Se intentó decretar que esta muestra estaba formada por un conjunto estelar del emergente jetset artístico. El artista estelar era el fotógrafo Robert Mapplethorpe y, al igual que en cada una de las apariciones públicas de este último, la exposición se elaboró con una minuciosa puesta en escena y tuvo resultados positivos. Esto repercutió favorablemente en Basquiat, ya que, junto a las fotografías se mostraron las obras fuertes, de gestos ásperos y de coloridad tan simple como contundente del joven artista, quien acudió a la exposición saturado de cocaína, lo que incomodaría a gran parte de los concurrentes. Fue aquí donde conoció a Andy Warhol, con quien tendría una larga amistad y colaboración profesional. 
En diciembre de 1981 aparece el primer artículo importante “The Radian Child” de René Ricard en Artforum (n.º 24, pp. 24-43), considerada la revista de arte más importante de la época. Ese mismo año (1981) se exponen sus grafitis en la Documenta de Kassel.
Su pasión por la música era tal que en la época más intensa de su carrera, en medio de exhibiciones importantes como la de Transvanguardia Italia/América y la Dokumenta de Kassel, comenzó a producir música rap y DJ en los clubes de Manhattan. Sus músicos favoritos: Miles Davis, Charlie Parker, Dizzy Gillespie y Billie Holiday, entre otros, aparecen en los cuadros de entonces.

### Exposiciones individuales
En 1982 se inicia para Basquiat un verdadero camino hacia el éxito: se multiplican sus exposiciones individuales y colectivas. En 1982 es incluido en la exposición Transvanguardia: Italia/América con artistas neoexpresionistas de la talla de S. Chia, F. Clemente, E. Cucchi, D. Deutsch, D. Salle y Julian Schnabel. Ese mismo año participa en la exposición organizada por Diego Cortez, presentada en la Galería Marlborough de Nueva York, titulada The Pressure to Paint, junto con otros artistas como G. Baselitz, S. Chia, F. Clemente, E. Cucchi, M. Disler, R. Fetting, K. Haring, y J. Schnabel, entre otros. Al año siguiente (1983) participa en la Bienal del Museo Whitney de Nueva York junto a los emergentes representantes del arte apropiacionista, los nuevos expresionistas, y otros graffitistas como K. Haring. 
Ese mismo año (1983) la exposición Post-Graffiti, preparada por el prestigioso galerista Sidney Janis y presentada en la galería que lleva su nombre -la Galería Sidney Janis- confrontó el trabajo de aquellos artistas que ya se habían integrado plenamente en el sistema con el de los “artistas de gueto”. Por supuesto, Jean-Michel Basquiat apareció junto a los primeros como principal destacado entre otros como Haring o Scharf. En 1983, participó en exposiciones individuales en galerías de prestigio de Nueva York como Gagosian y Annina Nosei. En 1984, el Museo de Arte Moderno de la misma ciudad (Nueva York), que en principio se había mostrado reacio al neoexpresionismo, presentó la importante exposición An International Survey of Recent Painting and Sculpture, donde, junto a una selección de ciento setenta artistas, Basquiat también participó.
En 1984 Warhol le presentó al galerista suizo Bruno Bischofberger, quien dio a conocer su obra en Europa y con quien colaboró estrechamente hasta su muerte. Desde este año, los amigos de Basquiat empiezan a preocuparse por sus adicciones. A menudo lo encontraban casi en coma y muy paranoico con ideas de persecución. La paranoia de Basquiat, con todo, tenía motivos por las amenazas muy reales de gente que le robaba cuadros de su estudio o de galeristas que se llevaban obras sin terminar para exhibirlas o venderlas.
En esta época Basquiat, entre otros pocos, llegó a utilizar las páginas de papel couché de las revistas de información general y de moda, como Time, Newsweek, Vanity Fair y Vogue no por su pintura, sino por su vida de “alta sociedad” y por su presencia en fiestas y en clubes de moda, como el neoyorquino Palladium. Frecuenta por entonces a Madonna y a otras estrellas del espectáculo y la música. El 10 de febrero de 1985 Basquiat aparece en la portada de la revista dominical The New York Times, convirtiéndose en el primer artista plástico negro que aparece en la primera plana. Cosa curiosa, pues en esa época el estereotipo racista blanco consideraba a los negros buenos deportistas, buenos bailarines o buenos músicos, pero no en campos como las artes plásticas. El artículo que acompaña la foto, redactado por Cathleen McGuigan, se intitula “New art, new money: The marketing of American artist” ("Nuevo arte, nuevo dinero: El marketing de un artista norteamericano").
En marzo de ese año, 1984, una nueva exposición individual en la galería Mary Boone, otra de las más importantes del momento. Robert Farris Thomson, en el catálogo de esa exposición, define el arte de Basquiat como parte de una “tradición afroatlántica” y en ese contexto queda catalogada. En 1985 Basquiat colabora con Francesco Clemente y Andy Warhol, aunque las obras producidas no despiertan una respuesta positiva en la crítica. De esta colaboración el resultado son varios lienzos de gran tamaño con sugerentes combinaciones de color, collages que aúnan pintura, serigrafía, el grafiti y el lenguaje publicitario. Entre 1984 y 1985 los lienzos viajaron de un estudio a otro; normalmente los empezaba Warhol, Clemente los perfeccionaba y Basquiat los remataba. Sin embargo, Warhol y Basquiat se entendieron particularmente bien. Warhol dejó escrito en su diario: “Jean-Michel Basquiat ha conseguido que pinte de una forma muy diferente, y eso está muy bien”. La idea de pintar juntos fue considerada enriquecedora para ambos porque Warhol, que en aquel momento solo empleaba técnicas como la serigrafía, volvió a coger el pincel, y Basquiat comenzó a conocer las técnicas mecánicas aplicadas a la pintura. El establishment cultural negro criticaría el patronazgo de Warhol a un artista negro.
En 1986, Basquiat viaja a África y expone en Abiyán (Costa de Marfil). En noviembre del mismo año realiza una gran exposición (más de 80 obras) en el Museo Kestner-Gesellschaft de Hannover, convirtiéndose, con 25 años, en el artista más joven que exhibe en ese museo.

## Legado

### Su importancia en la historia del arte
Su preocupación por transmitir en su pintura la problemática de doble pertenencia a minorías étnicas, la afrodescendiente y la hispana, si bien es elemento recurrente de su narración pictórica, nunca se sometió a intencionalidades mensajísticas condicionadoras. El crítico británico Edward Lucie Smith sostiene: “El más celebrado artista negro de los ochenta, Jean-Michel Basquiat, utiliza con frecuencia la imaginería 'negra', pero al mismo tiempo siempre demuestra su ansiedad por someterla a claros acentos de universalidad”. También precisa que “su intención no era tanto construir una capillita más para la cultura afroamericana, sino competir en igualdad de condiciones con su mentor Andy Warhol.” Por su parte, el teórico alemán Klaus Honnef afirma: “Sea casualidad o no, si se pasan por alto las significativas alusiones a la existencia social de los negros en los Estados Unidos y la furia considerable de sus cuadros, se podría llegar a la conclusión de que las pinturas y los dibujos de Basquiat están enraizados en la estética francesa, y no en los graffiti de Nueva York”.
Por su parte, Irving Sandler sostiene que Basquiat, quien desde 1980 hasta su muerte alcanzó un éxito y notoriedad nada comunes, al igual que unos años antes había hecho su “padrino” Andy Warhol, se convirtió en prototipo del genio romántico, atractivo, rebelde, hip y salvaje y, a la vez, en el profesional ansioso de celebridad y dinero, en la última de las estrellas del universo rutilante de Andy Warhol.
La leyenda del niño salvaje, tras su muerte, será tocada y retocada hasta hacer casi imposible la distinción entre realidad y fabulación. Por ejemplo, el afán de ser el primero en descubrir, quizás inventar, al nuevo genio pictórico de la década, transforma a Diego Cortez en improvisado e inspirado promotor de la mítica historia de Jean-Michel Basquiat. Cortez alaba su primitivismo, la pureza casi arcaica, el vigor expresivo y otros varios clichés del repertorio previsible cuando de artistas afroamericanos se trata, especialmente con el grafiti.
El mánager, crítico de arte y poeta René Ricard le vaticina: “Haré de ti una estrella.” Y profetiza: “Nadie querrá ser parte de una generación que ignora a otro van Gogh”. El artista posee algunos rasgos, que ya hemos comentado, que constituyen una plataforma excelente a la hora de dejar despegar imaginaciones exuberantes: joven, pobre (por lo menos durante algunos años y por propia decisión), negro y de ascendencia latina, presuntamente vinculado al mundo de las bandas, con un pasado reciente de frenético y contestatario graffitero, proveniente de una innominada y patética zona de Brooklyn.
El mercado levantará su nombre como contraposición orgullosamente antiintelectual a Keith Haring, artista post-pop de raíces grafiteras, aunque con una sólida formación artística. Basquiat solo atravesó fugazmente algunas escuelas de arte, conducta varias veces ponderada como virtud.
Su temprana muerte marcará la definitiva consagración del mito. De alguna manera Basquiat decidió la brevedad de su vida. “Yo sé que algún día voy a dar vuelta a la esquina y voy a estar preparado para eso”, dijo alguna de las pocas veces que habló sobre sí mismo, sobre su existencia. “Eso” era una muerte buscada desde la adolescencia, idea que, de alguna manera, nunca abandonó, a través de un carácter obsesivamente autodestructivo. “Nunca sé demasiado bien si estoy vivo. De todos modos no me preocupa demasiado: creo que soy inmortal” dijo a una de sus parejas, Jennifer Goode. La idea de su inmortalidad reaparecía como pretexto cada vez que un Warhol paternal le recriminaba el abuso de las drogas: “No te preocupes, soy inmortal”.
El artista chicano Benny Dalmau y el transvanguardista italiano Francesco Clemente coinciden en afirmar que solo cuando pintaba Basquiat parecía animado por una vitalidad tan incontenible como inesperada.

### La leyenda
La leyenda seguía creciendo, ahora apuntalada por la vigilancia de un mercado que encontraba un excelente y fructífero producto. Ricard, otra vez, retoma una profecía de 1981 y proclama: “Hemos encontrado el niño radiante del siglo”. Se lo compara, tras la aceptación europea, con Rimbaud.
Sus seguidores afirman que en sus obras brilla una sensibilidad intuitiva que seguramente hubiese cuajado en formidable talento, brillan los inicios primarios de un don tremendamente escaso: la genialidad. La fuerza, el lirismo, la melancolía, la violencia, la gracia lúdica, el desenfado cromático, las fusiones imprevisibles están allí, como testimonios que siempre comunican la sensación de fermentalidad inconclusa. También está la apropiación singularizada y sutil de Rauschenberg, de Jasper Johns. Sobre todo, la “salvajización” de los grafismos-textos utilizados por su admirado Cy Twombly. Lo que en Twombly es levedad y refinamiento en Basquiat se vuelve gestualidad exasperada, cartografías de una afectividad en perpetuo e inconforme desconcierto.
En 2015, fue robada una obra de Basquiat avaluada en más de US$ 11 millones y dos años más tarde, el empresario japonés Yusaku Maezawa adquirió una obra suya en una subasta por 110,5 millones para exponerla en la Contemporary Art Foundation que él mismo preside.

### Cine
En 1996 la vida de Jean-Michel Basquiat fue llevada a la gran pantalla, después de 6 años de rodaje, de la mano de su amigo y colega Julian Schnabel. El cantante David Bowie interpretó a Andy Warhol.
Para el año 2000, se realiza la película Downtown 81, dirigida por el director y fotógrafo Edo Bertoglio, en donde se sitúa al artista a la edad de 19 años en la ciudad de Nueva York antes de su fama.